# Parlamentswahl in Rumänien 2020
Die Parlamentswahl in Rumänien 2020 fand am 6. Dezember 2020 statt. Gewählt wurden die Mitglieder der Abgeordnetenkammer und des Senats.
Die bis November 2019 regierende Partidul Social Democrat erlitt enorme Verluste, blieb aber in beiden Parlamentskammern stärkste Partei. Die Partidul Național Liberal unter Ministerpräsident Ludovic Orban profitierte ebenso wie die liberale Uniunea Salvați România. Die neu gegründete, rechtspopulistische Alianța pentru Unirea Românilor zog als viertstärkste Kraft ins Parlament ein. PMP und Pro România verpassten den Wiedereinzug.
Nach der Wahl bildeten PNL, USR und UDMR eine Regierung mit dem Kabinett Florin Cîțu.

## Wahlsystem

### Abgeordnetenkammer
Die 329 Mitglieder der Abgeordnetenkammer werden auf verschiedene Weise gewählt: 308 werden aus 42 mehrköpfigen Wahlkreisen mit Sitz in den Landkreisen und in Bukarest im Verhältniswahlrecht gewählt, vier im Verhältniswahlrecht aus einem Wahlkreis, der im Ausland lebende Rumänen vertritt.
Die Parteien müssen in vier Wahlkreisen einen Schwellenwert von 5 % der nationalen Stimmen oder mindestens 20 % der Stimmen überschreiten. Weitere Sitze können für ethnische Minderheitengruppen hinzugefügt werden, die an den Wahlen teilnehmen und eine spezielle (untere) Schwelle überschreiten (derzeit 17).

### Senat
Die 136 Mitglieder des Senats werden aus 43 Wahlkreisen gewählt, die sich aus den 41 Landkreisen (insgesamt 121 Sitze), Bukarest (13 Sitze) und einem für im Ausland lebende Rumänen (zwei Sitze) zusammensetzen.

## Wahlrecht
Wahlberechtigte rumänische Staatsbürger mit Wohnsitz im In- oder Ausland, die ihr Wahlrecht bei den Wahlen zum Senat und zur Abgeordnetenkammer im Jahr 2020 ausüben möchten, konnten sich ab dem 1. April 2020 15 Tage lang registrieren lassen, um per Post oder in einem Wahllokal abstimmen zu können.
Am 30. April 2020 wurden im Wahlregister 18.976.146 rumänische Wähler registriert.

## Ausgangslage

### Vorherige Wahl 2016
Die vorangegangenen Wahlen 2016 führten zu einem deutlichen Sieg der Partidul Social Democrat (PSD), die aber in beiden Kammern die absolute Mehrheit verpasste. Die Partidul Național Liberal (PNL) verlor zugunsten von drei erstmals angetretenen Parteien – Uniunea Salvați România (USR), Alianța Liberalilor și Democraților (ALDE) und Partidul Mișcarea Populară (PMP) – viele Sitze.

### Gebildete Regierungen
Seit der Wahl 2016 wurden vier verschiedene und insgesamt fünf Kabinette gebildet.
Die PSD schloss zunächst einen Koalitionsvertrag mit ALDE und bildete im Januar 2017 das Kabinett Grindeanu. Diese Regierung währte jedoch nicht lange und wurde bereits ein halbes Jahr später durch das Kabinett Tudose (erneut bestehend aus PSD und ALDE) ersetzt, welches wiederum im Januar 2018 durch das dritte PSD-ALDE-Kabinett Dăncilă abgelöst wurde.
Im August 2019 verließ ALDE die Koalition, woraufhin Dăncilă per Misstrauensvotum abgewählt wurde. Im November 2019 kam eine Minderheitsregierung unter Ludovic Orban (PNL) ins Amt. Das Kabinett Ludovic Orban I wurde zwar per Misstrauensvotum im Februar 2020 abgewählt, blieb aber kommissarisch im Amt. Es wurde schließlich im März erneut vom Parlament gewählt und regiert seitdem als Kabinett Ludovic Orban II.

### Wahltermin und Parteifusion
Am 30. September 2020 schlug ALDE-Präsident Călin Popescu-Tăriceanu vor, die Wahlen auf März 2021 zu verschieben. Am 2. Oktober 2020 legte der ehemalige USR-Abgeordnete Adrian Dohotaru, mit parlamentarischer Unterstützung der PSD, dem Senat einen Gesetzentwurf vor, der die Parlamentswahlen für den 14. März 2021 vorsah. Die Wahl wurde dann bereits am 6. Dezember 2020 durchgeführt.
Am 8. Oktober 2020 kündigten Călin Popescu-Tăriceanu und Victor Ponta an, dass ihre Parteien mit einer gemeinsamen Liste mit neuem Namen antreten werden: Sozial-liberal PRO Rumänien (rumänisch PRO România Social-Liberal).

## Parteien und Kandidaten

### Vor der Wahl im Parlament vertretene Parteien
Die folgenden Parteien waren vor der Wahl 2020 in der Abgeordnetenkammer vertreten:
| Partei/Bündnis | Partei/Bündnis                                          | Parteivorsitzende/r                    | Politische Ausrichtung                                                  |
| -------------- | ------------------------------------------------------- | -------------------------------------- | ----------------------------------------------------------------------- |
|                | Partidul Social Democrat (PSD)                          | Marcel Ciolacu                         | Linkspopulismus, Nationalismus, Gesellschaftspolitischer Konservatismus |
|                | Partidul Național Liberal (PNL)                         | Ludovic Orban                          | Liberalismus, Konservatismus                                            |
|                | Alianța USR – PLUS (USR–PLUS)                           | Dan Barna / Dacian Cioloș              | Korruptionsbekämpfung, Liberalismus                                     |
|                | Demokratische Union der Ungarn in Rumänien (UDMR/RMDSZ) | Hunor Kelemen                          | Ungarische Minderheitspartei, Christdemokratie                          |
|                | PRO România Social Liberal (PRO) 1                      | Victor Ponta / Călin Popescu-Tăriceanu | Liberalismus, Sozialer Liberalismus, Progressivismus                    |
|                | Partidul Mișcarea Populară (PMP)                        | Eugen Tomac                            | Mitte-rechts Christdemokratie Sozialkonservatismus                      |

- 1 Fusion von Pro România (PRO) und Alianța Liberalilor și Democraților (ALDE)

### Vor der Wahl nicht im Parlament vertretene Parteien
Die folgende Partei war vor der Wahl nicht in der Abgeordnetenkammer vertreten:
| Partei/Bündnis | Partei/Bündnis                        | Parteivorsitzende/r            | Politische Ausrichtung          |
| -------------- | ------------------------------------- | ------------------------------ | ------------------------------- |
|                | Alianța pentru Unirea Românilor (AUR) | George Simion / Claudiu Târziu | Nationalismus, Rechtspopulismus |

## Umfragen
Alle Umfragen beziehen sich auf die Wahl zur Abgeordnetenkammer.

### Verlauf

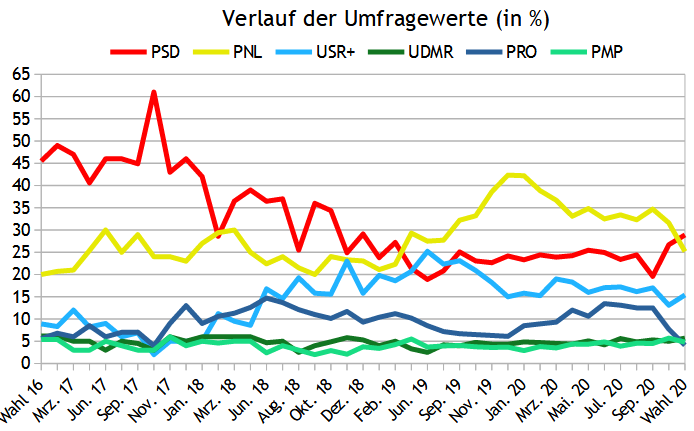
Umfragen auf monatliche Umfrageergebnisse gemittelt, von der Wahl 2016 bis zur Wahl 2020

### Letzte Umfragen vor der Wahl
| Institut  | Datum      | PSD    | PNL    | USR–PLUS | PRO–ALDE | UDMR  | PMP   | Sonstige |
| --------- | ---------- | ------ | ------ | -------- | -------- | ----- | ----- | -------- |
| IRES      | 03.12.2020 | 35 %   | 32 %   | 16 %     | 7 %      | 3 %   | 3 %   | 4 %      |
| Sociopol  | 29.11.2020 | 28 %   | 29 %   | 13 %     | 6 %      | 6 %   | 3 %   | 15 %     |
| IRSPOP    | 28.11.2020 | 30 %   | 33 %   | 17 %     | 7 %      | 5 %   | 3 %   | 5 %      |
| IMAS      | 27.11.2020 | 23,6 % | 28,5 % | 18,0 %   | 12,8 %   | 4,7 % | 4,6 % | 7,7 %    |
| ADS       | 18.11.2020 | 27,3 % | 31,2 % | 12,5 %   | 4,6 %    | 5,1 % | 4,8 % | 14,5 %   |
| Wahl 2016 | 11.12.2016 | 45,5 % | 20,0 % | 8,9 %    | 5,6 %    | 6,2 % | 5,4 % | 8,5 %    |

### Ältere Umfragen
| \| Institut \| Datum \| PSD \| PNL \| USR–PLUS \| UDMR \| PRO–ALDE \| PMP \| Sonstige \| \| ------------- \| ---------- \| ------ \| ------ \| -------- \| ------ \| -------- \| ----- \| -------- \| \| IMAS[14] \| 28.10.2020 \| 21,7 % \| 32,6 % \| 21 % \| 11,4 % \| 5,1 % \| 4,8 % \| 4,3 % \| \| CURS[15] \| 11.10.2020 \| 31 % \| 32 % \| 12 % \| 9 % \| 5 % \| 6 % \| 5 % \| \| IMAS[16] \| 23.09.2020 \| 19,6 % \| 34,7 % \| 17 % \| 12,5 % \| 5,3 % \| 4,5 % \| 6,4 % \| \| IMAS[17] \| 26.08.2020 \| 20,8 % \| 33,6 % \| 18,3 % \| 13,0 % \| 5,7 % \| 4,1 % \| 4,5 % \| \| CURS[18] \| 05.08.2020 \| 28 % \| 31 % \| 14 % \| 12 % \| 4 % \| 5 % \| 6 % \| \| IMAS[19] \| 29.07.2020 \| 23,4 % \| 33,4 % \| 17,2 % \| 13,1 % \| 5,6 % \| 3,9 % \| 3,4 % \| \| CURS[20] \| 30.06.2020 \| 28 % \| 32 % \| 16 % \| 12 % \| 5 % \| 5 % \| 2 % \| \| IMAS[21] \| 27.06.2020 \| 21,9 % \| 33,0 % \| 18,1 % \| 14,9 % \| 3,4 % \| 4,7 % \| 4,0 % \| \| IMAS[22] \| 27.05.2020 \| 23,0 % \| 32,6 % \| 16,7 % \| 15,4 % \| 5,1 % \| 3,7 % \| 3,1 % \| \| Avangarde[23] \| 26.05.2020 \| 29 % \| 35 % \| 13 % \| 10 % \| 5 % \| 4 % \| 4 % \| \| BCS[24] \| 07.05.2020 \| 22,5 % \| 33,0 % \| 22,0 % \| 6,5 % \| 5,3 % \| 6,5 % \| 3,4 % \| \| IMAS[25] \| 24.04.2020 \| 24,8 % \| 33,0 % \| 15,9 % \| 5,5 % \| 12,6 % \| 3,4 % \| 4,8 % \| \| BCS[26] \| 15.04.2020 \| 22,9 % \| 31,3 % \| 19,9 % \| 3,6 % \| 11,3 % \| 6,7 % \| 4,2 % \| \| IMAS[27] \| 26.03.2020 \| 23,9 % \| 36,7 % \| 19,0 % \| 4,5 % \| 9,3 % \| 3,5 % \| 3,0 % \| \| IMAS[28] \| 28.02.2020 \| 25,8 % \| 40,7 % \| 13,5 % \| 4,4 % \| 8,9 % \| 3,6 % \| 3,1 % \| \| IMAS[29] \| 31.01.2020 \| 20,6 % \| 47,4 % \| 15,8 % \| 4,7 % \| 7,0 % \| 1,8 % \| 2,7 % \| \| CURS[30] \| 30.01.2020 \| 26 % \| 37 % \| 14 % \| 5 % \| 10 % \| 4 % \| 1 % \| \| Wahl 2016 \| 11.12.2016 \| 45,5 % \| 20,0 % \| 8,9 % \| 6,2 % \| 5,6 % \| 5,4 % \| 8,5 % \| |            |        |        |          |        |          |       |          |
| Institut | Datum      | PSD    | PNL    | USR–PLUS | UDMR   | PRO–ALDE | PMP   | Sonstige |
| IMAS | 28.10.2020 | 21,7 % | 32,6 % | 21 %     | 11,4 % | 5,1 %    | 4,8 % | 4,3 %    |
| CURS | 11.10.2020 | 31 %   | 32 %   | 12 %     | 9 %    | 5 %      | 6 %   | 5 %      |
| IMAS | 23.09.2020 | 19,6 % | 34,7 % | 17 %     | 12,5 % | 5,3 %    | 4,5 % | 6,4 %    |
| IMAS | 26.08.2020 | 20,8 % | 33,6 % | 18,3 %   | 13,0 % | 5,7 %    | 4,1 % | 4,5 %    |
| CURS | 05.08.2020 | 28 %   | 31 %   | 14 %     | 12 %   | 4 %      | 5 %   | 6 %      |
| IMAS | 29.07.2020 | 23,4 % | 33,4 % | 17,2 %   | 13,1 % | 5,6 %    | 3,9 % | 3,4 %    |
| CURS | 30.06.2020 | 28 %   | 32 %   | 16 %     | 12 %   | 5 %      | 5 %   | 2 %      |
| IMAS | 27.06.2020 | 21,9 % | 33,0 % | 18,1 %   | 14,9 % | 3,4 %    | 4,7 % | 4,0 %    |
| IMAS | 27.05.2020 | 23,0 % | 32,6 % | 16,7 %   | 15,4 % | 5,1 %    | 3,7 % | 3,1 %    |
| Avangarde | 26.05.2020 | 29 %   | 35 %   | 13 %     | 10 %   | 5 %      | 4 %   | 4 %      |
| BCS | 07.05.2020 | 22,5 % | 33,0 % | 22,0 %   | 6,5 %  | 5,3 %    | 6,5 % | 3,4 %    |
| IMAS | 24.04.2020 | 24,8 % | 33,0 % | 15,9 %   | 5,5 %  | 12,6 %   | 3,4 % | 4,8 %    |
| BCS | 15.04.2020 | 22,9 % | 31,3 % | 19,9 %   | 3,6 %  | 11,3 %   | 6,7 % | 4,2 %    |
| IMAS | 26.03.2020 | 23,9 % | 36,7 % | 19,0 %   | 4,5 %  | 9,3 %    | 3,5 % | 3,0 %    |
| IMAS | 28.02.2020 | 25,8 % | 40,7 % | 13,5 %   | 4,4 %  | 8,9 %    | 3,6 % | 3,1 %    |
| IMAS | 31.01.2020 | 20,6 % | 47,4 % | 15,8 %   | 4,7 %  | 7,0 %    | 1,8 % | 2,7 %    |
| CURS | 30.01.2020 | 26 %   | 37 %   | 14 %     | 5 %    | 10 %     | 4 %   | 1 %      |
| Wahl 2016 | 11.12.2016 | 45,5 % | 20,0 % | 8,9 %    | 6,2 %  | 5,6 %    | 5,4 % | 8,5 %    |

| \| Institut \| Datum \| PSD \| PNL \| USR–PLUS \| UDMR \| PRO–ALDE \| PMP \| Sonstige \| \| ------------- \| ---------- \| ------ \| ------ \| -------- \| ----- \| -------- \| ----- \| -------- \| \| IMAS[31] \| 18.12.2019 \| 18,5 % \| 45 % \| 15 % \| 5 % \| 9,9 % \| 3 % \| 4,7 % \| \| IMAS[32] \| 27.11.2019 \| 21,3 % \| 39,0 % \| 18,2 % \| 4,2 % \| 9,7 % \| 2,9 % \| 4,7 % \| \| BCS[33] \| 19.10.2019 \| 23,8 % \| 36,3 % \| 16,8 % \| 5,7 % \| 8,9 % \| 5,6 % \| 2,9 % \| \| BCS[34] \| 23.07.2019 \| 25,4 % \| 34,2 % \| 18,6 % \| 4,6 % \| 10,5 % \| 5,5 % \| 1,1 % \| \| CURS[35] \| 25.03.2018 \| 31 % \| 23 % \| 13 % \| 5 % \| 18 % \| 6 % \| 4 % \| \| IMAS[36] \| 01.11.2018 \| 24,9 % \| 23,3 % \| 23,0 % \| 5,8 % \| 11,7 % \| 2,1 % \| 9,2 % \| \| Sociopol[37] \| 27.09.2018 \| 34 % \| 20 % \| 14 % \| 4 % \| 18 % \| 2 % \| 8 % \| \| CURS[38] \| 01.07.2018 \| 37 % \| 24 % \| 12 % \| 5 % \| 13 % \| 4 % \| 4 % \| \| CURS[39] \| 10.01.2018 \| 42 % \| 27 % \| 7 % \| 6 % \| 11 % \| 5 % \| 6 % \| \| Avangarde[40] \| 07.12.2017 \| 46 % \| 23 % \| 5 % \| 5 % \| 13 % \| 4 % \| 4 % \| \| Sociopol[41] \| 05.10.2017 \| 61 % \| 24 % \| 2 % \| 3 % \| 4 % \| 3 % \| 3 % \| \| Avangarde[42] \| 22.06.2017 \| 46 % \| 30 % \| 9 % \| 3 % \| 6 % \| 5 % \| 1 % \| \| Sociopol[43] \| 14.03.2017 \| 47 % \| 21 % \| 12 % \| 5 % \| 6 % \| 3 % \| 6 % \| \| IMAS[44] \| 01.01.2017 \| 49,0 % \| 20,7 % \| 8,3 % \| — \| 6,8 % \| — \| — \| \| Wahl 2016 \| 11.12.2016 \| 45,5 % \| 20,0 % \| 8,9 % \| 6,2 % \| 5,6 % \| 5,4 % \| 8,5 % \| |            |        |        |          |       |          |       |          |
| Institut | Datum      | PSD    | PNL    | USR–PLUS | UDMR  | PRO–ALDE | PMP   | Sonstige |
| IMAS | 18.12.2019 | 18,5 % | 45 %   | 15 %     | 5 %   | 9,9 %    | 3 %   | 4,7 %    |
| IMAS | 27.11.2019 | 21,3 % | 39,0 % | 18,2 %   | 4,2 % | 9,7 %    | 2,9 % | 4,7 %    |
| BCS | 19.10.2019 | 23,8 % | 36,3 % | 16,8 %   | 5,7 % | 8,9 %    | 5,6 % | 2,9 %    |
| BCS | 23.07.2019 | 25,4 % | 34,2 % | 18,6 %   | 4,6 % | 10,5 %   | 5,5 % | 1,1 %    |
| CURS | 25.03.2018 | 31 %   | 23 %   | 13 %     | 5 %   | 18 %     | 6 %   | 4 %      |
| IMAS | 01.11.2018 | 24,9 % | 23,3 % | 23,0 %   | 5,8 % | 11,7 %   | 2,1 % | 9,2 %    |
| Sociopol | 27.09.2018 | 34 %   | 20 %   | 14 %     | 4 %   | 18 %     | 2 %   | 8 %      |
| CURS | 01.07.2018 | 37 %   | 24 %   | 12 %     | 5 %   | 13 %     | 4 %   | 4 %      |
| CURS | 10.01.2018 | 42 %   | 27 %   | 7 %      | 6 %   | 11 %     | 5 %   | 6 %      |
| Avangarde | 07.12.2017 | 46 %   | 23 %   | 5 %      | 5 %   | 13 %     | 4 %   | 4 %      |
| Sociopol | 05.10.2017 | 61 %   | 24 %   | 2 %      | 3 %   | 4 %      | 3 %   | 3 %      |
| Avangarde | 22.06.2017 | 46 %   | 30 %   | 9 %      | 3 %   | 6 %      | 5 %   | 1 %      |
| Sociopol | 14.03.2017 | 47 %   | 21 %   | 12 %     | 5 %   | 6 %      | 3 %   | 6 %      |
| IMAS | 01.01.2017 | 49,0 % | 20,7 % | 8,3 %    | —     | 6,8 %    | —     | —        |
| Wahl 2016 | 11.12.2016 | 45,5 % | 20,0 % | 8,9 %    | 6,2 % | 5,6 %    | 5,4 % | 8,5 %    |

## Ergebnisse

### Abgeordnetenkammer
- PSD: 110
- PNL: 93
- USR PLUS: 55
- AUR: 33
- UDMR: 21
- Nationale Minderheiten: 18

| Listen                                          | Listen | Stimmen    | %    | Mandate | +/- |
| ----------------------------------------------- | --- | ---------- | ---- | ------- | --- |
|                                                 | Partidul Social Democrat (PSD) | 1.705.777  | 28,9 | 110     | –44 |
|                                                 | Partidul Național Liberal (PNL) | 1.486.401  | 25,2 | 93      | +24 |
|                                                 | Alianța USR – PLUS (USR–PLUS) | 906.962    | 15,4 | 55      | +25 |
|                                                 | Alianța pentru Unirea Românilor (AUR) | 535.828    | 9,1  | 33      | Neu |
|                                                 | Demokratische Union der Ungarn in Rumänien (RMDSZ/UDMR) | 339.030    | 5,7  | 21      | –   |
|                                                 | Partidul Mișcarea Populară (PMP) | 284.501    | 4,8  | –       | –18 |
|                                                 | Pro România (PRO) | 241.267    | 4,1  | –       | –20 |
|                                                 | Partidul Ecologist Român (PER) | 65.807     | 1,1  | –       | –   |
|                                                 | Partidul Puterii Umaniste (social-liberal) (PPU-SL) | 59.465     | 1,0  | –       | –   |
|                                                 | Partidul România Mare (PRM) | 32.654     | 0,6  | –       | –   |
|                                                 | Alianța Renașterea Națională (ARN) | 21.662     | 0,4  | –       | Neu |
|                                                 | Partidul Verde (PV) | 20.614     | 0,3  | –       | –   |
|                                                 | Partidul Socialist Român (PSR) | 19.693     | 0,3  | –       | –   |
|                                                 | Partidul Noua Românie (PNR) | 14.089     | 0,2  | –       | –   |
|                                                 | Noua Dreaptă (ND) | 3.551      | 0,1  | –       | Neu |
|                                                 | Partidul Național Țărănesc Maniu-Mihalache (PNȚMM) | 2.727      | 0,0  | –       | Neu |
|                                                 | Alternativa Dreaptă (AD) | 2.005      | 0,0  | –       | Neu |
|                                                 | Partidul Social Democrat al Muncitorilor (PSDM) | 1.912      | 0,0  | –       | Neu |
|                                                 | Partidul Națiunea Română (PNR) | 1.752      | 0,0  | –       | Neu |
|                                                 | Sonstige < 1.000 Stimmen | 1.191      | 0,0  | –       | –   |
|                                                 | Unabhängige | 56.346     | 1,0  | –       | –   |
|                                                 | Minderheiten - Partida Romilor „Pro-Europa“ (14.523 Stimmen, 0,2 %) - Asociația Liga Albanezilor din România (9.029 Stimmen, 0,1 %) - Demokratisches Forum der Deutschen in Rumänien (7.582 Stimmen, 0,1 %) - Asociația Macedonenilor din România (7.144 Stimmen) - Uniunea Elenă din România (6.096 Stimmen) - Uniunea Ucrainenilor din România (5.457 Stimmen) - Uniunea Democratică a Slovacilor și Cehilor din România (5.386 Stimmen) - Comunitatea Rușilor Lipoveni din România (5.146 Stimmen) - Uniunea Bulgară din Banat-România (4.853 Stimmen) - Uniunea Sârbilor din România (4.691 Stimmen) - Asociația Italienilor din România (4.170 Stimmen) - Uniunea Armenilor din România (3.820 Stimmen) - Uniunea Culturală a Rutenilor din România (3.779 Stimmen) - Uniunea Polonezilor din Romania (3.750 Stimmen) - Uniunea Democrată Turcă din România (3.539 Stimmen) - Federația Comunităților Evreiești din România (3.509 Stimmen) - Uniunea Croaților din România (3.345 Stimmen) - Uniunea Democrată a Tătarilor Turco-Musulmani din România (2.862 Stimmen) | 98.681     | 1,7  | 18      | –   |
| Gesamt                                          | Gesamt | 5.901.915  | 100  | 330     | +1  |
|                                                 | |            |      |         |     |
| Ungültige Stimmen                               | Ungültige Stimmen | 157.198    | 2,6  |         |     |
| Wähler                                          | Wähler | 6.059.113  | 31,9 |         |     |
| Wahlberechtigte                                 | Wahlberechtigte | 18.964.642 |      |         |     |
|                                                 | |            |      |         |     |
| Quelle: Biroul electoral central, Proces-verbal | |            |      |         |     |

### Senat
- PSD: 47
- PNL: 41
- USR PLUS: 25
- AUR: 14
- UDMR: 9

| Listen                                          | Listen                                                  | Stimmen    | %    | Mandate | +/- |
| ----------------------------------------------- | ------------------------------------------------------- | ---------- | ---- | ------- | --- |
|                                                 | Partidul Social Democrat (PSD)                          | 1.732.276  | 29,3 | 47      | –20 |
|                                                 | Partidul Național Liberal (PNL)                         | 1.511.225  | 25,6 | 41      | +11 |
|                                                 | Alianța USR – PLUS (USR–PLUS)                           | 936.862    | 15,9 | 25      | +12 |
|                                                 | Alianța pentru Unirea Românilor (AUR)                   | 541.935    | 9,2  | 14      | Neu |
|                                                 | Demokratische Union der Ungarn in Rumänien (RMDSZ/UDMR) | 348.262    | 5,9  | 9       | –   |
|                                                 | Partidul Mișcarea Populară (PMP)                        | 291.484    | 4,9  | –       | –8  |
|                                                 | Pro România (PRO)                                       | 244.225    | 4,1  | –       | –9  |
|                                                 | Partidul Ecologist Român (PER)                          | 78.654     | 1,3  | –       | –   |
|                                                 | Partidul Puterii Umaniste (social-liberal) (PPU-SL)     | 70.536     | 1,2  | –       | –   |
|                                                 | Partidul România Mare (PRM)                             | 38.474     | 0,7  | –       | –   |
|                                                 | Alianța Renașterea Națională (ARN)                      | 23.773     | 0,4  | –       | Neu |
|                                                 | Partidul Socialist Român (PSR)                          | 23.093     | 0,4  | –       | –   |
|                                                 | Partidul Verde (PV)                                     | 23.085     | 0,4  | –       | –   |
|                                                 | Partidul Noua Românie (PNR)                             | 19.516     | 0,3  | –       | –   |
|                                                 | Noua Dreaptă (ND)                                       | 4.345      | 0,1  | –       | Neu |
|                                                 | Partidul Social Democrat al Muncitorilor (PSDM)         | 3.855      | 0,1  | –       | Neu |
|                                                 | Partidul Național Țărănesc Maniu-Mihalache (PNȚMM)      | 2.803      | 0,0  | –       | Neu |
|                                                 | Alternativa Dreaptă (AD)                                | 2.233      | 0,0  | –       | Neu |
|                                                 | Partidul Națiunea Română (PNR)                          | 2.061      | 0,0  | –       | Neu |
|                                                 | Sonstige < 1.000 Stimmen                                | 2.194      | 0,0  | –       | –   |
|                                                 | Unabhängige                                             | 7.440      | 0,1  | –       | –   |
| Gesamt                                          | Gesamt                                                  | 5.908.331  | 100  | 136     | –   |
|                                                 |                                                         |            |      |         |     |
| Ungültige Stimmen                               | Ungültige Stimmen                                       | 150.782    | 2,5  |         |     |
| Wähler                                          | Wähler                                                  | 6.059.113  | 31,9 |         |     |
| Wahlberechtigte                                 | Wahlberechtigte                                         | 18.964.642 |      |         |     |
|                                                 |                                                         |            |      |         |     |
| Quelle: Biroul electoral central, Proces-verbal |                                                         |            |      |         |     |

## Regierungsbildung
Nach der Wahl schlossen PNL, USR-PLUS und UDMR eine Regierungskoalition. Das Parlament wählte am 23. Dezember 2020 den bisherigen Finanzminister Florin Cîțu zum Ministerpräsidenten. Seinem Kabinett gehören acht Minister der PNL, sechs der USR-PLUS und drei der UDMR an. Außenminister Bogdan Aurescu ist parteilos, wurde aber von der PNL vorgeschlagen.